# Conferência de Durban
A Conferência de Durban é como fica conhecida a Terceira Conferência Mundial contra o Racismo, a Discriminação Racial, a Xenofobia e Formas Correlatas de Intolerância promovida pela ONU contra o racismo e o ódio aos estrangeiros. É a primeira conferência patrocinada pela Organização das Nações Unidas e que se realizou entre 31 de agosto e 8 de setembro de 2001 na cidade de Durban, na África do Sul. A presidente da conferência era Mary Robinson, a ex-presidente da Irlanda e a presidente da comissão de direitos humanos nas Nações Unidas.
A conferência tratou várias questões controvérsias, como a compensação para África pelo comércio de escravos negros pelas nações que colonizavam o Novo Mundo entre os XV e XIX e a atitude em relação à política de Israel e os Palestinos. O conteúdo do relatório final da declaração e programa de ação, elaborado pela conferência, eram fortemente debatidos nessas áreas, também nas conferencias preparatórias e nas conferencias mesmas.
Duas delegações, os EUA e Israel, se recusaram da conferência sobre objeções ao esboço de um documento equiparando sionismo ao racismo. O papel final da declaração e programa de ação produzido não continha o texto que os EUA e Israel se opuseram, as delegações votaram contra este texto alguns dias depois que os EUA e Israel se retiram da conferência.
A conferência terminou alguns dias antes dos ataques de 11 de setembro de 2001, inteiramente eclipsando-o nas notícias, e afetando significativamente as relações internacionais e política. Em 2009 a segunda conferência de Durban se realizou em Genebra, e dez países Ocidentais a boicotaram. 

## Preparativos para a Conferência
Em 1997 a ONU aprovou a decisão 52/111, sobre o estabelecimento da conferência contra o racismo, discriminação racial, xenofobia e intolerância. Nas palavras de Robinson, "O racismo é um dos desafios mais difíceis enfrentados pelo mundo, e a maneira de combate-lo é a compreensão que somos todos parte de família humana. A comissão de direitos humanos da ONU pode, nas palavras dela, "redefinir o espírito do novo século".
Durante 2001, realizaram quatro conferências regionais na Europa, nas Américas, na África e nos países da Ásia. A conferência da Ásia foi realizada em Teerã, com participação dos estados muçulmanos e a Israel era proibida de participar. O papel das conferências era formar esboços contra o racismo, discutir sobre a origem da discriminação racial e formular um plano para erradicar o fenômeno. Dois assuntos que foram disputados eram compensações para África pelo comércio de escravos negros pelo ocidente e a atitude em relação a política de Israel e os Palestinos.
Nas conferências anteriores de Durban um texto que fez a ligação entre o sionismo e o racismo existia com o plano de modificá-lo por um texto sobre as violações dos direitos dos palestinos. Os EUA já tinham ameaçada que iam boicotar a conferência se o esboço incluísse o texto que podia ser entendido como ligação entre o sionismo e o racismo. Robinson também disse que conflitos políticos regionais não podem ser impostos sobre a agenda da conferência. As delegações da Austrália, Canada e delegações da Europa partilharam a opinião do EUA.
A posição árabe foi afirmada pelo Secretário-geral da Liga Árabe, Amr Moussa: "as ações racistas de Israel contra o povo Palestino têm que ser debatidas em uma conferência internacional que trabalha para erradicar o racismo. Os países Árabes não esperam que a conferencia seja um espaço para negociar o processo de paz entre os Árabes e Israel, mas com certeza eles esperam que as práticas racistas israelenses contra o povo palestino não sejam negligenciadas."
Os delegados Árabes não eram insistentes sobre a linguagem que especificamente equiparou o sionismo com o racismo. Foi sugerido que eles estavam tentando reviver a resolução 3379 da assembleia geral das nações unidas, que afirmou que "sionismo e uma forma de racismo". Ao contrário, a posição deles era tentar sublinhar que as ações de Israel contra os Palestinos são racistas.
Na conferência regional em Teerã acusaram a Israel de:
1. Israel é um estado apartheid, por isso há que boicota-lo e condenar estados que o apoiam.
2. Israel e um estado de ocupação. Ocupação é um crime contra a humanidade e põe em perigo a paz mundial.
3. Sionismo é racismo
4. O estado de Israel viola os direitos humanos dos palestinos.
5. Israel está cometendo genocídio, crimes de guerra e crimes contra a humanidade, portanto deve-se gerar uma luta armada contra ele.
6. Não houve holocausto.
7. O estado de Israel é um pecado porque estabilizou através de limpeza étnica árabe nas territoriais.

Organizações não-governamentais também adotavam um processo preparatório similar em todo o mundo. 

## A Conferencia Central em Durban
No começo da conferência em Gênova, um texto com seis parágrafos a respeito das "práticas racistas sionista" foi apresentado, incluindo um apelo para Israel "revisar a legislação baseada em discriminação racial ou religioso, como a lei de retorno e todas as políticas de ocupação que impedem os refugiados palestinos e pessoas deslocadas de voltarem para suas casas e propriedades". Também sugeriam a necessidade "de terminar a ocupação estrangeira de Jerusalém como todas as práticas racistas".
Organizações não-governamentais que foram convidados para observar em nome da ONU assumiram a agenda e lidaram as discussões em uma linha anti-israelense extrema. A conferência recebeu uma atmosfera de um "festival de ódio" que se sentiu principalmente na conferência das ONGs.
No obstante, os EUA, objetando ao restante do texto, decidiu mandar uma delegação de menor prestígio, liderado pelo embaixador Michael Southwick, em vez do Secretário de Estado Colin Powell. A delegação Israelense para a confeência foi liderada por Michael Malchior, vice-presidente do Ministério das Relações Internacionais. O argumento da delegação israelense era que conflito Israel-Palestino é um conflito de caráter nacional e não racial, por isso não é possível argumentar que a política israelense nos territórios é racial. Durante a conferência ficou claro que os países da África, América Latina e países leste da Europa eram contra a posição árabe.
Em 3 de setembro 2001, após quatro dias de negociações e impasses que não chegaram a acordo sobre a linguagem, as delegações de Israel e das EUA retiraram-se da conferência. Tanto o Secretário de Estado dos Estados Unidos, Colin Powell, como o Ministro de Relações Exteriores de Israel, Shimon Peres, afirmaram que isso foi feito com pesar. A decisão foi criticada por várias pessoas. A retirada dos EUA e de Israel foi tomada como um aviso por muitos delegados, aumentando a possibilidade de que o Canadá e outros países da Europa também se retirassem, uma vez que nenhum compromisso fora alcançado. Depois da retirada, altos funcionários da conferência tornaram-se altamente envolvidos na reescrita da declaração.

## Texto Final e Conclusões
Os delegados da conferência votaram contra a linguagem que implicitamente acusou Israel de racismo. As conclusões da conferência foram formuladas em dois documentos finais: uma Declaraçãos e um Programa de Ação. Vários países ficaram insatisfeitos com a abordagem do texto final por diferentes razões.
A versão final do texto foi cuidadosamente escrita; o uso de palavras com contexto de religião ou palavras com conotações antissemíticas ou islamofóbicas foram utilizadas com cautela. Parte da conclusão final da conferência da ONU expressou "a preocupação com o sofrimento do povo palestino sob ocupação estrangeira", sendo o nome de Israel não mencionado explicitamente. Na questão da escravidão a conferência convocou todos os países que negociaram escravos a se arrepender e compensar os países africanos e asiáticos com ajuda financeira. Até agora as resoluções da conferência não tiveram nenhum efeito sobre a batalha legal dos países africanos contra a Europa e os Estados Unidos em busca de compensações.

## Resultados da Conferência
Três dias depois da conferência ocorreram os ataques de [Ataques de 11 de setembro de 2001|11 de setembro]]. As conclusões da conferência não interessaram à mídia. A segunda conferência da ONU contra racismo em Durban no ano 2009 foi boicotado por dez países Ocidentais entre elas as EUA, Israel, Canada, Austrália e Holanda porque a Segunda Conferência de Durban seria como a primeira. O presidente de Irã foi convidado a dar um discurso, durante o qual a maioria dos delegados saíram do salão. 